# حجم مدي

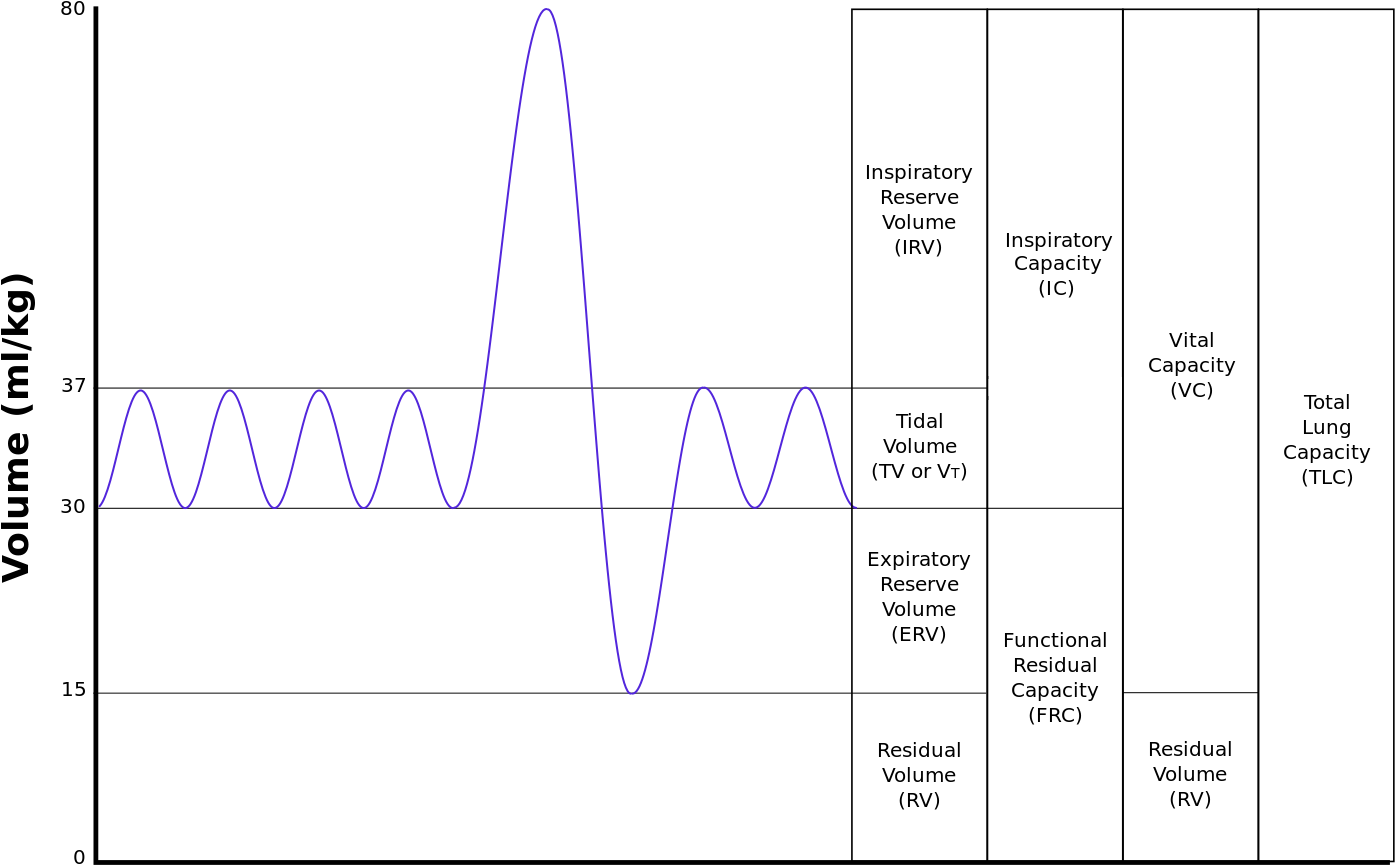
أحجام الرئة

الحجم المَدّي (بالإنجليزية: Tidal volume)‏ ويُعرف اختصارًا VT أو TV، هو حجم الهواء الداخل أو الخارج من الرئيتين خلال نَفَس طبيعي واحد. يتم قياس الحجم المدي بالمليلترات ويتم تقدير أحجام التهوية بناءً على كتلة الجسم المثالية للمريض. يصل الحجم المَدّي عند البالغين الأصحاء إلى 500 ميلليلتر في النفس الواحد أو ما يعادل 6-8 ميلليلتر/كجم.

## التهوية الميكانيكة

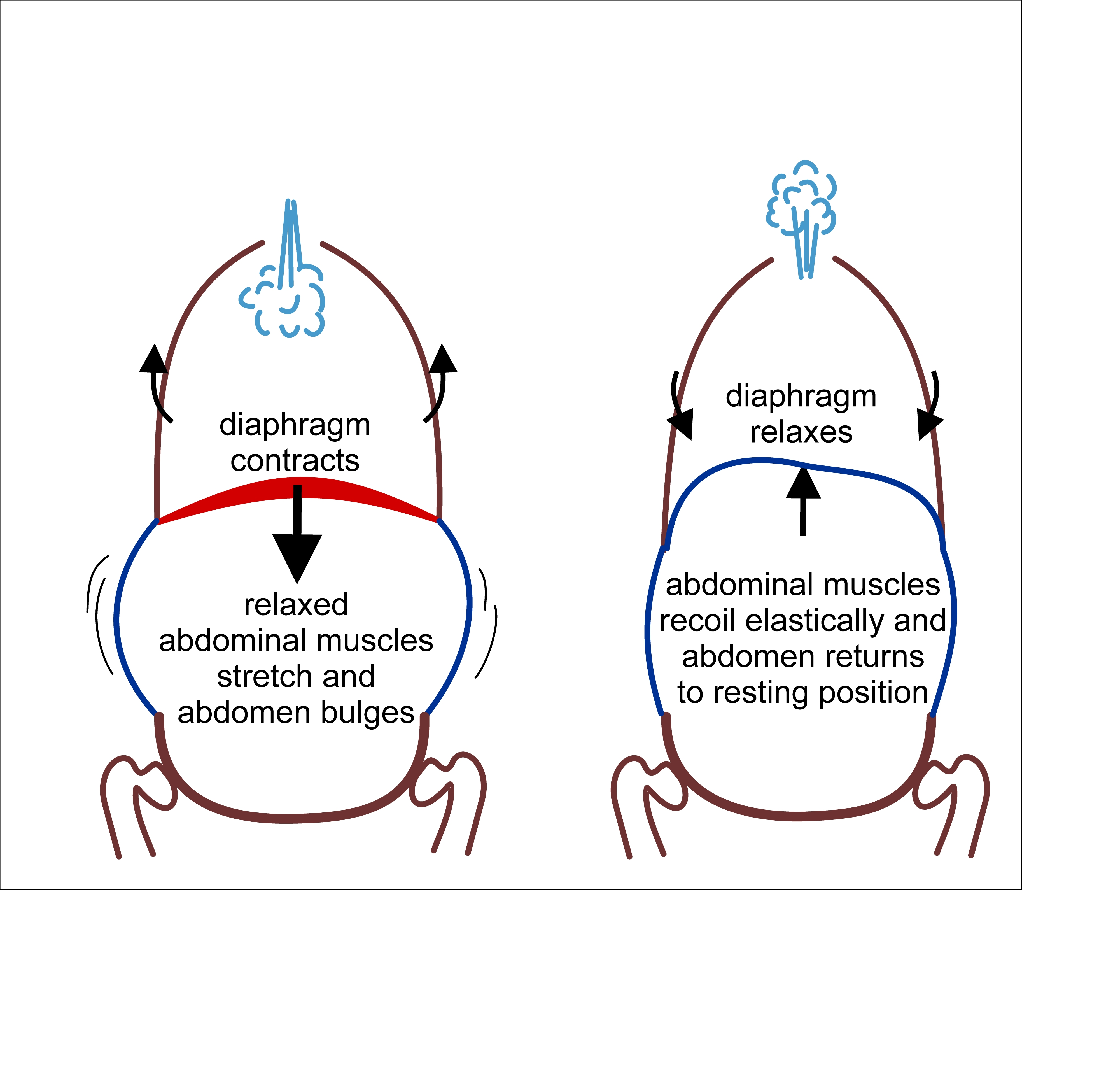
عملية التنفس

يلعب الحجم المدي دورًا مهمًا أثناء التهوية الميكانيكية لضمان التهوية الكافية دون التسبب في صدمة للرئتين. يمكن أن يتأثر قياس حجم المد (عادةً ما يكون مبالغًا فيه) بالتسربات في دائرة التنفس أو إدخال غاز إضافي، على سبيل المثال أثناء إدخال الأدوية الرذاذية.
يمكن أن تحدث إصابة الرئة الناجمة عن جهاز التنفس الصناعي مثل إصابة الرئة الحادة أو متلازمة الضائقة التنفسية الحادة بسبب التهوية بحجم مدي كبير جدًا في الرئتين الطبيعيتين، وكذلك التهوية بأحجام معتدلة أو صغيرة في الرئتين المصابتين سابقًا، قدمت مراجعة منهجية أجريت عام 2018 بواسطة Cochrane Collaboration أدلة على أن التهوية ذات الحجم المدّي المنخفض تقلل من الالتهاب الرئوي بعد الجراحة وتقلل من متطلبات التهوية الغازية وغير الغازية بعد الجراحة

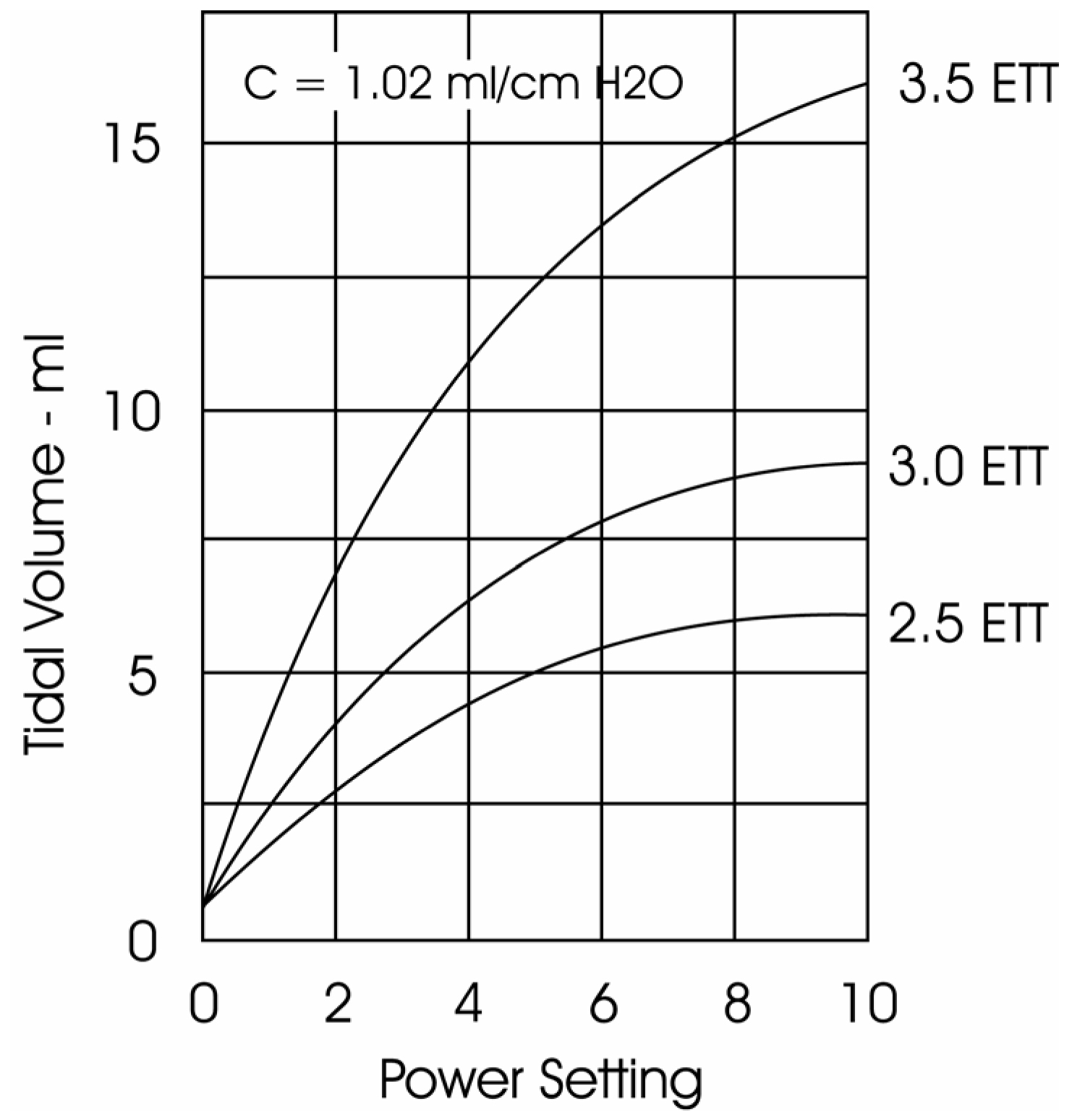
تغيرات الحجم المدي